# Il trasformista
Il trasformista è un film del 2002 diretto e interpretato da Luca Barbareschi.

## Trama
Augusto Viganò, un quarantenne idealista e leader ambientalista locale, guida la gente del suo paese a bloccare il treno dove viaggia il ministro Antonelli. Viganò conduce il ministro nei luoghi dove ci sono state le distruzioni che l'alluvione ha portato; nella stessa zona si scoprirà una discarica abusiva di sostanze tossiche.
Trascinato dagli uomini di Antonelli, Viganò decide di mettersi in politica: il suo carisma e la sua forza lo condurranno dritto in Parlamento a Roma, a confrontarsi con le contraddizioni del potere, contornato da uno staff guidato da Orlando Lanzetta. Per aiutare il suo paese ingaggerà un confronto duro con il suo mentore politico, Battani, fino alla pubblica rottura dei rapporti al varo di un giornale indipendente dalla linea politica del partito, "Libero Pensiero".
Viganò, dopo aver intralciato i progetti di Battani con velenosi articoli del giornale "Libero Pensiero", si trova a dover affrontare la morte di Battani per infarto.
Orlando Lanzetta, in seguito, tenta di intralciare l'ascesa di Viganò nello stesso identico modo in cui Viganò fece con Battani, ma il potente Antonelli riesce a convincere Viganò a cambiare schieramento politico in cambio di un posto come ministro dell'ambiente, grazie alla mediazione di Katherine.
Viganò tornerà alla fine al suo paese da ministro, durante una manifestazione di protesta simile a quella di inizio film dove lui era il protestante, e dove alla fine è il potente ministro che fa sgomberare i protestanti.

## Accoglienza
Nelle sale ha incassato solo € 69.473. Il 7 febbraio 2011 viene trasmesso in prima visione su Rai 3 totalizzando 858.000 spettatori e il 2,96% d' indice d'ascolto.

## Location
Nel 2002 Luca Barbareschi ha girato alcune scene del film in una villa sul lungomare di Sabaudia.